# جورج ويل (صحفي)
جورج ويل (بالإنجليزية: George Will)‏ هو صحفي أمريكي، ولد في 4 مايو 1941 في تشامبيغن في الولايات المتحدة.

## وصلات خارجية
- جورج ويل على موقع الموسوعة البريطانية (الإنجليزية)
- جورج ويل على موقع إن إن دي بي (الإنجليزية)